# Urbanice (okres Hradec Králové)
Urbanice (německy Urbanitz) jsou obec v okrese Hradec Králové v Královéhradeckém kraji. Nachází se přibližně sedm kilometrů jihozápadně od Hradce Králové. Žije zde 317 obyvatel.

## Historie
První písemná zmínka o vesnici pochází z roku 1465. Roku 1561 se stala poddanou vsí libčanského panství, jehož majitelem byl Jindřich Nejedlý, rytíř z Vysoké, císařský starosta Hradce Králové.

## Obyvatelstvo
| Rok            | 1869 | 1880 | 1890 | 1900 | 1910 | 1921 | 1930 | 1950 | 1961 | 1970 | 1980 | 1991 | 2001 | 2011 | 2021 |
| -------------- | ---- | ---- | ---- | ---- | ---- | ---- | ---- | ---- | ---- | ---- | ---- | ---- | ---- | ---- | ---- |
| Počet obyvatel | 235  | 263  | 271  | 304  | 288  | 276  | 294  | 254  | 298  | 277  | 293  | 271  | 307  | 332  | 287  |
| Počet domů     | 38   | 38   | 39   | 42   | 47   | 48   | 57   | 69   | 70   | 69   | 74   | 81   | 81   | 91   | 98   |

## Obecní správa
Mezi lety 1850–1964 byly Urbanice obcí v okrese Hradec Králové (1850–1930), posléze v okrese Hradec Králové-okolí (1950) a později opět v okrese Hradec Králové. Od 14. června 1964 do 30. června 1990 patřily jako část obce k Praskačce a od 1. července 1990 jsou opět samostatnou obcí.

### Obecní symboly
Znak a vlajka byly obci uděleny rozhodnutím předsedy Poslanecké sněmovny Parlamentu České republiky dne 5. října 2004.

## Pamětihodnosti
- Boží muka z roku 1860, která se nacházejí pod lípami před domem čp. 11.